# 广州亚运城综合体育馆
广州亚运城综合体育馆（英語：Guangzhou Asian Games Town Gymnasium，简称AGTG），位于中国广州市番禺区、广州亚运城南部，占地面积约10万平方米，总建筑面积约6万平方米，是2010年广州亚运会建设规模最大的国际级体育场馆。

## 历史
体育馆设计灵感来源于体操运动员手中五彩斑斓的彩带，于2008年8月动工建设，2009年9月1日封顶，2010年3月竣工。在亚运会及亚残会期间作为体操、艺术体操、蹦床、台球及壁球等项目比赛场馆。2014年8月29日，番禺区体育局与广州市属国企珠江实业集团全资子公司广州珠江体育文化发展有限公司签约，2014年12月，体育馆由广州珠江文体和广州广电城市服务的合资公司——广州亚运城综合体育馆运营管理有限公司正式接管运营。

## 场馆分布
综合体育馆包括体操比赛馆、台球馆、壁球馆及纪念馆。

### 体操比赛馆
内场面积为3552平方米，场馆内设固定观众座位5971个，可摆放1500个临时观众座位，三层观众区另设有13个包厢。场馆内配套有休息室、新闻发布厅、会议室、贵宾室、化妆室等多种功能房。另设有内场面积为2100平方米的体操热身馆，日常开设羽毛球等大众健身运动项目。

### 台球馆
内场面积为999平方米，看台有475个固定观众座椅。日常可举办各种中小型体育赛事。

### 璧球馆
是中国国内设备最先进的壁球馆之一，分为面积为1100平方米的决赛馆、面积为864平方米的预赛馆，看台有200个固定观众座椅。

### 纪念馆
纪念馆是综合体育馆建筑群落中红色的中心区域，分为上下四层，首层占地面积约1800平方米，二层至三层为环形旋转通道，四层展厅设计有落地观景窗及户外观景平台，可一览亚运城片区的优美景色。目前，纪念馆内陈列有2010年广州亚运会及亚残运会期间的火炬、礼仪服饰、文献资料、图片资料、展示沙盘、龙舟等物品。

## 交通
- 广州地铁4号线海傍站
- 番禺公交162路亚运城综合体育馆站

## 相关链接
- 广州亚运城综合体育馆简介 | 分區建制 | - 越秀区 - 荔湾区 - 海珠区 - 天河区 - 白云区 - 黄埔区 - 花都区 - 番禺区 - 南沙区 - 增城区 - 从化区                         |
| 歷史建制 | - 东山区 - 芳村区 - 萝岗区                                                                                                 |
| 地點     | - 羊城八景 - 番禺 - 南海 - 越秀山 - 白云山 - 西关 - 荔枝湾 - 东濠涌 - 西濠 - 陈塘 - 沙面岛 - 二沙島 - 海心沙 - 天河 - 海珠 |

| 商务区 | - 珠江新城 - 广州双塔 - 天河北商务区 - 琶洲西区 - 广州国际金融城 - 白云新城 - 白鹅潭商业区 - 番禺万博商务区 - 黄埔湾中央商务区 - 广州空港中央商务区                                                                            |
| 購物   | - 廣州友誼商店 - 广百 - 新大新公司 - 北京路天河城 - 天河城广场 - 太古汇 - 天環 - 广州K11 - 天匯廣場 - 正佳广场 - 萬菱匯 - 广州天河领展广场 - 广州高德置地广场 - 凯德乐峰广场 - 富力海珠城 - 番禺天河城 - 云门New Park - 四海城 |

| 遊樂     | - 廣州長隆旅遊度假區 - 長隆野生動物世界 - 长隆欢乐世界 - 長隆水上樂園 - 長隆飛鳥樂園 - 長隆國際大馬戲 - 长隆酒店 - 長隆熊猫酒店 - 廣州融創文旅城 - 热雪奇迹 - 融创水世界 - 融创乐园 - 融创体育世界 - 南湖游乐园 - 世界大观已停業 - 航天奇观已停業 - 飞龙世界游乐城拆除改建为房地产项目 - 東方樂園拆除改建白云国际会议中心 - 百万葵园暂停营业                                           |
| 觀光     | - 广州塔 - 海珠广场 - 花城广场 - 华南国家植物园 - 广州动物园 - 中央公園本地俗稱 - 永庆坊 - 北京路 - 新河浦 |
| 文教設施 | - 广东省博物馆 - 广东省立中山图书馆 - 广东科学中心 - 廣東美術館 - 白鹅潭大湾区艺术中心 - 广州图书馆 - 星海音乐厅 - 广州大剧院 - 广州艺术博物院 - 广州博物馆 - 广州市文化馆 - 中国国家版本馆广州分馆 - 广州人民艺术中心 - 广州大学城 - 广州科技教育城 |
| 體育場館 | - 越秀山体育场 - 天河体育中心 - 广东奥林匹克体育中心 - 大湾区文化体育中心 - 广州足球公园 - 广东省人民体育场 - 广州大学城体育中心 - 英东体育场 - 黄埔体育中心 - 宝岗体育场 - 广州市工人体育场 - 越秀區東山體育場 - 燕子岗体育场 - 花都体育中心 - 增城体育场 - 广州体育馆 - 广州亚运城综合体育馆 - 宝能广州国际体育演艺中心 - 歷史場館 - 广州流花体育馆 - 荔灣體育場 |

| 知名本科院校 | - 中山大学 - 暨南大学 - 华南理工大学 - 华南农业大学 - 广州医科大学 - 广州中医药大学 - 广东药科大学 - 华南师范大学 - 广州体育学院 - 广州美术学院 - 星海音乐学院 - 广东技术师范大学 - 广东财经大学 - 广州大学 - 广州航海学院 - 广东警官学院 - 仲恺农业工程学院 - 广东金融学院 - 广东工业大学 - 广东外语外贸大学 - 南方医科大学 - 广东警官学院 - 香港科技大学（广州） |
| 科研院所     | - 中国科学院广州分院 - 中国科学院南海海洋研究所 - 中国科学院华南植物园 - 中国科学院广州能源研究所（中国科学技术大学能源科学与技术学院） - 中国科学院广州地球化学研究所 - 中国科学院广州生物医药与健康研究院 - 中国科学院广州化学研究所 - 广东省社会科学院 - 广东省心血管病研究所 - 中共广东省委党校 - 广东省农业科学院                                             |

| 轨道交通 | - 广州地铁 - 广州有轨电车 - 广佛地铁 - 广东城际 - 广珠城际铁路 - 廣深鐵路 - 廣深港高速鐵路 - 穗深城际铁路 |
| 道路交通 | - 广州巴士 - 广州无轨电车 - 广州BRT - 广州的士                                                            |
| 水上交通 | - 廣州水上巴士 - 南沙客运港 - 琶洲港 - 花尾渡歷史                                                         |
| 交通枢纽 | - 广州站 - 广州东站 - 广州南站 - 广州白云站 - 广州北站 - 南沙站 - 新塘站 - 广州白云国际机场               |

（页面存档备份，存于）